# Élections municipales dans les comtés unis de Prescott et Russell de 2010
Les élections municipales dans les comtés unis de Prescott et Russell de 2010 en Ontario se sont déroulées le 25 octobre 2010, en même temps que les élections municipales de l'Ontario.

## Comtés unis de Prescott et Russell
| Municipalité          | Maire                  |
| --------------------- | ---------------------- |
| Alfred et Plantagenet | Jean-Yves Lalonde      |
| Casselman             | Claude Levac           |
| Champlain             | Gary J. Barton         |
| Clarence-Rockland     | Marcel Guibord         |
| Hawkesbury Est        | Robert Kirby           |
| Hawkesbury            | René Berthiaume        |
| Russell               | Jean-Paul Saint-Pierre |
| La Nation             | François St. Amour     |

## Alfred et Plantagenet
| Candidat à la mairie  | Vote        | %           |
| --------------------- | ----------- | ----------- |
| Jean-Yves Lalonde (X) | Acclamation | Acclamation |

## Casselman

### Maire
| Rang | Candidat à la Mairie   | Vote | %  |
| ---- | ---------------------- | ---- | -- |
| 1.   | Claude Levac           | 701  | 39 |
| 2.   | Conrad Lamadeleine (X) | 675  | 38 |
| 3.   | Daniel Lafleur         | 406  | 23 |

### Conseillers
| Rang | Candidat conseillers | Vote | %  |
| ---- | -------------------- | ---- | -- |
| 1.   | Mario Laplante       | 1373 | 24 |
| 2.   | Francyn Leblanc      | 1239 | 22 |
| 3.   | Marcel Cléroux       | 1149 | 20 |
| 4.   | Michel Desjardins    | 1070 | 19 |
| 5.   | Jean-Sébastien Caron | 824  | 15 |

## Champlain
| Candidat à la Mairie | Vote        | %           |
| -------------------- | ----------- | ----------- |
| Gary J. Barton (X)   | Acclamation | Acclamation |

## Clarence-Rockland
| Rang | Candidat à la Mairie | Vote | %  |
| ---- | -------------------- | ---- | -- |
| 1.   | Marcel Guibord       | 4573 | 51 |
| 2.   | Pierre Charron (X)   | 3951 | 44 |
| 3.   | Réjean Mathurin      | 469  | 5  |

## Hawkesbury Est

### Maire
| Candidat à la Mairie | Vote        | %           |
| -------------------- | ----------- | ----------- |
| Robert Kirby (X)     | Acclamation | Acclamation |

### Vice-maire
| Candidat à la vice-mairie | Vote        | %           |
| ------------------------- | ----------- | ----------- |
| Richard Sauvé (X)         | Acclamation | Acclamation |

### Conseillers
| Rang | Candidat conseillers | Vote        | %           |
| ---- | -------------------- | ----------- | ----------- |
| 1.   | Gabriel Dussault     | Acclamation | Acclamation |
| 2.   | Luc Lalonde          | Acclamation | Acclamation |
| 3.   | Linda Séguin         | Acclamation | Acclamation |

## Hawkesbury

### Maire
| Rang | Candidat à la mairie  | Vote | %  |
| ---- | --------------------- | ---- | -- |
| 1.   | René Berthiaume       | 3068 | 59 |
| 2.   | Jeanne Charlebois (X) | 2110 | 41 |

### Conseillers
| Rang | Candidat conseillers | Vote | %  |
| ---- | -------------------- | ---- | -- |
| 1.   | Johanne Portelance   | 2864 | 11 |
| 2.   | André Chamaillard    | 2655 | 11 |
| 3.   | Michel Thibodeau     | 2642 | 11 |
| 4.   | Michel Beaulne       | 2439 | 10 |
| 5.   | Alain Fraser         | 2168 | 9  |
| 6.   | Marc Tourangeau      | 1991 | 8  |
| 7.   | Bonnie Jean-Louis    | 1883 | 7  |
| 8.   | André Pilon          | 1648 | 7  |
| 9.   | Gilles Roch Greffe   | 1639 | 7  |
| 10.  | Sylvain Dubé         | 1607 | 6  |
| 11.  | Gilbert Cyr          | 1558 | 6  |
| 12.  | Jean Bryant Corbin   | 1154 | 5  |
| 13.  | Frederick Miner      | 859  | 3  |

## Russell

### Maire
| Rang | Candidat à la Mairie   | Vote  | %  |
| ---- | ---------------------- | ----- | -- |
| 1.   | Jean-Paul Saint-Pierre | 3,036 | 56 |
| 2.   | Lorraine Dicaire       | 1,559 | 29 |
| 3.   | Ken Hill (X)           | 426   | 8  |
| 4.   | Ron Barr               | 422   | 8  |

### Conseillers
| Rang | Candidats aux conseillers | Vote | %  |
| ---- | ------------------------- | ---- | -- |
| 1.   | Érik Bazinet              | 2634 | 15 |
| 2.   | Pierre Leroux             | 2547 | 14 |
| 3.   | Craig Cullen              | 2322 | 13 |
| 4.   | Jamie Laurin              | 2305 | 13 |
| 5.   | Jim Cooper                | 2242 | 13 |
| 6.   | Donald Saint-Pierre       | 1749 | 10 |
| 7.   | Raymond Saint-Pierre      | 1278 | 7  |
| 8.   | Jacques Aubé              | 1107 | 6  |
| 9.   | Jean-Serge Brisson        | 1045 | 6  |

## La Nation
| Candidat à la Mairie | Vote        | %           |
| -------------------- | ----------- | ----------- |
| François St. Amour   | Acclamation | Acclamation |